# Vidöåsen
Vidöåsen is een plaats in de gemeente Hammarö in het landschap Värmland en de provincie Värmlands län in Zweden. De plaats heeft 274 inwoners (2005) en een oppervlakte van 30 hectare.